# Cheiridium saharicum
Cheiridium saharicum es una especie de arácnido del orden Pseudoscorpionida de la familia Cheiridiidae.

## Distribución geográfica
Se encuentra en el Chad.